# Marek Maciejczak
Marek Maciejczak (* 1952 in Warschau) ist ein polnischer Philosoph.

## Leben
Nach der Habilitation am Institut für Philosophie und Soziologie der Polnischen Akademie der Wissenschaften in Soziologie an der Polnischen Akademie der Wissenschaften am 27. März 2002 wurde ihm der akademische Titel eines Professors für Geisteswissenschaften am 12. Juni 2012 verliehen.

## Schriften (Auswahl)
- Brentano i Husserl. Pytanie epistemologiczne. Warschau 2001, ISBN 8372072892.
- Świat według ciała w "Fenomenologii percepcji" M. Merleau-Ponty'ego. Warschau 2001, ISBN 8387632740.
- Zwrot językowy w filozofii. Od Fregego do Searle'a. Warschau 2010, ISBN 8372079110.
- Filozofia jako krytyka języka. Od Kartezjusza do Dummetta. Warschau 2015, ISBN 8378144828.